# إيان غلين
إيان غلين (بالإنجليزية: Iain Glen) ممثل اسكتلندي من مواليد 24 يونيو 1961 . لعب دور جورا مورمنت في صراع العروش .

## مواقع خارجية
- إيان غلين على موقع IMDb (الإنجليزية)
- إيان غلين على موقع روتن توميتوز (الإنجليزية)
- إيان غلين على موقع قاعدة بيانات الأفلام العربية
- إيان غلين على موقع ألو سيني (الفرنسية)
- إيان غلين على موقع ميوزك برينز (الإنجليزية)
- إيان غلين على موقع تيرنر كلاسيك موفيز (الإنجليزية)
- إيان غلين على موقع أول موفي (الإنجليزية)
- إيان غلين على موقع قاعدة بيانات برودواي على الإنترنت (الإنجليزية)
- إيان غلين على موقع قاعدة بيانات الأفلام السويدية (السويدية)
- إيان غلين على موقع إن إن دي بي (الإنجليزية)